# Araneus ventricosus
Araneus ventricosus este o specie de păianjeni din genul Araneus, familia Araneidae. A fost descrisă pentru prima dată de L. Koch, 1878.

## Subspecii
Această specie cuprinde următoarele subspecii:
- A. v. abikonus
- A. v. globulus
- A. v. hakonensis
- A. v. ishinodai
- A. v. kishuensis
- A. v. montanioides
- A. v. montanus
- A. v. nigelloides
- A. v. nigellus
- A. v. yaginumai